# 129053 Derekshannon
129053 Derekshannon este o planetă minoră (asteroid) din centura de asteroizi. A fost descoperită pe 3 noiembrie 2004 la Catalina Station⁠(d) de Catalina Sky Survey. 
Obiectul prezintă o orbită caracterizată de o semiaxă mare de 3,1264827806089 UAi, o excentricitate de 0,1, o înclinație de 11,9 ° în raport cu ecliptica.